# The Queen's College

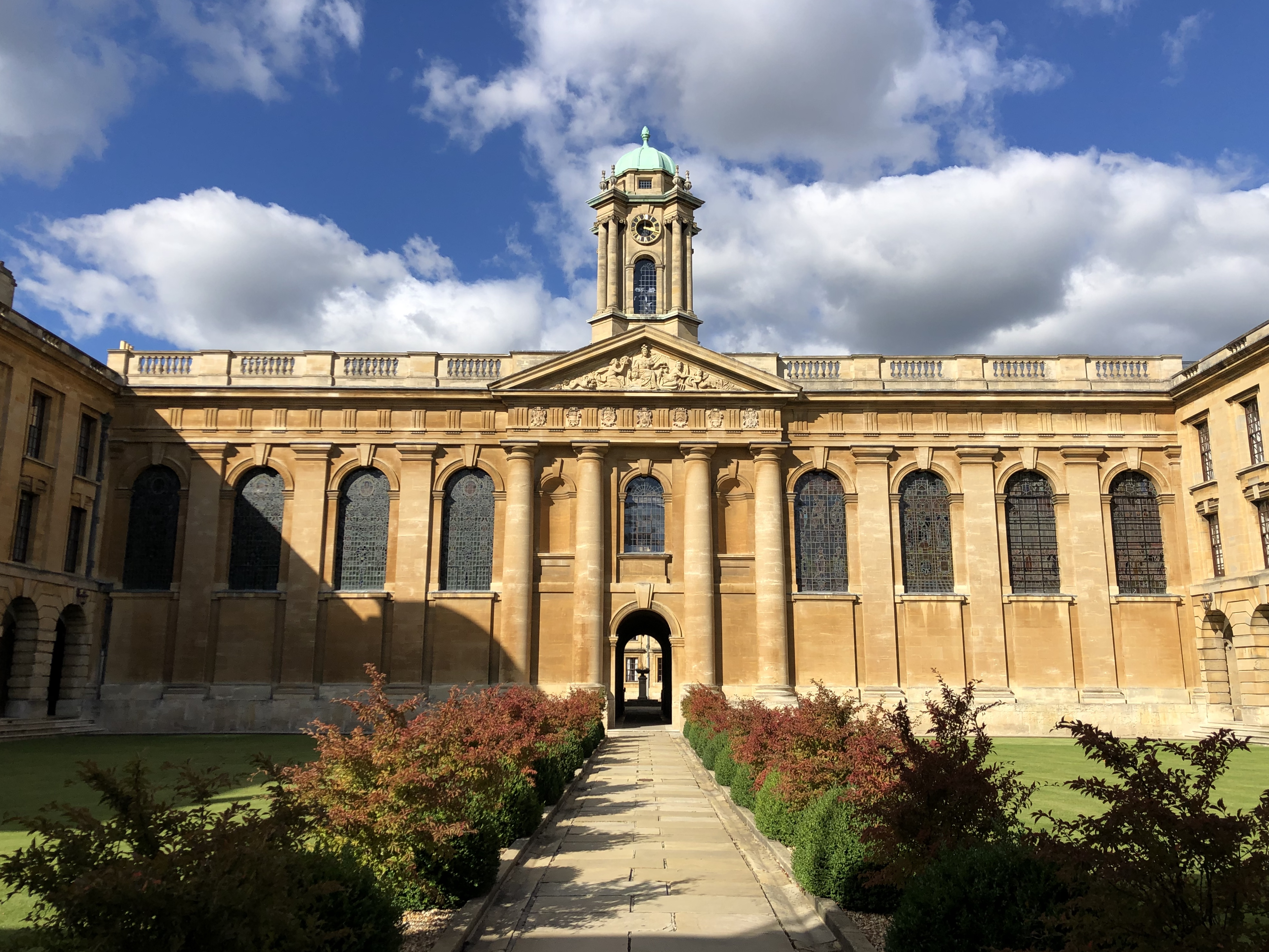
Façade van The Queen's College

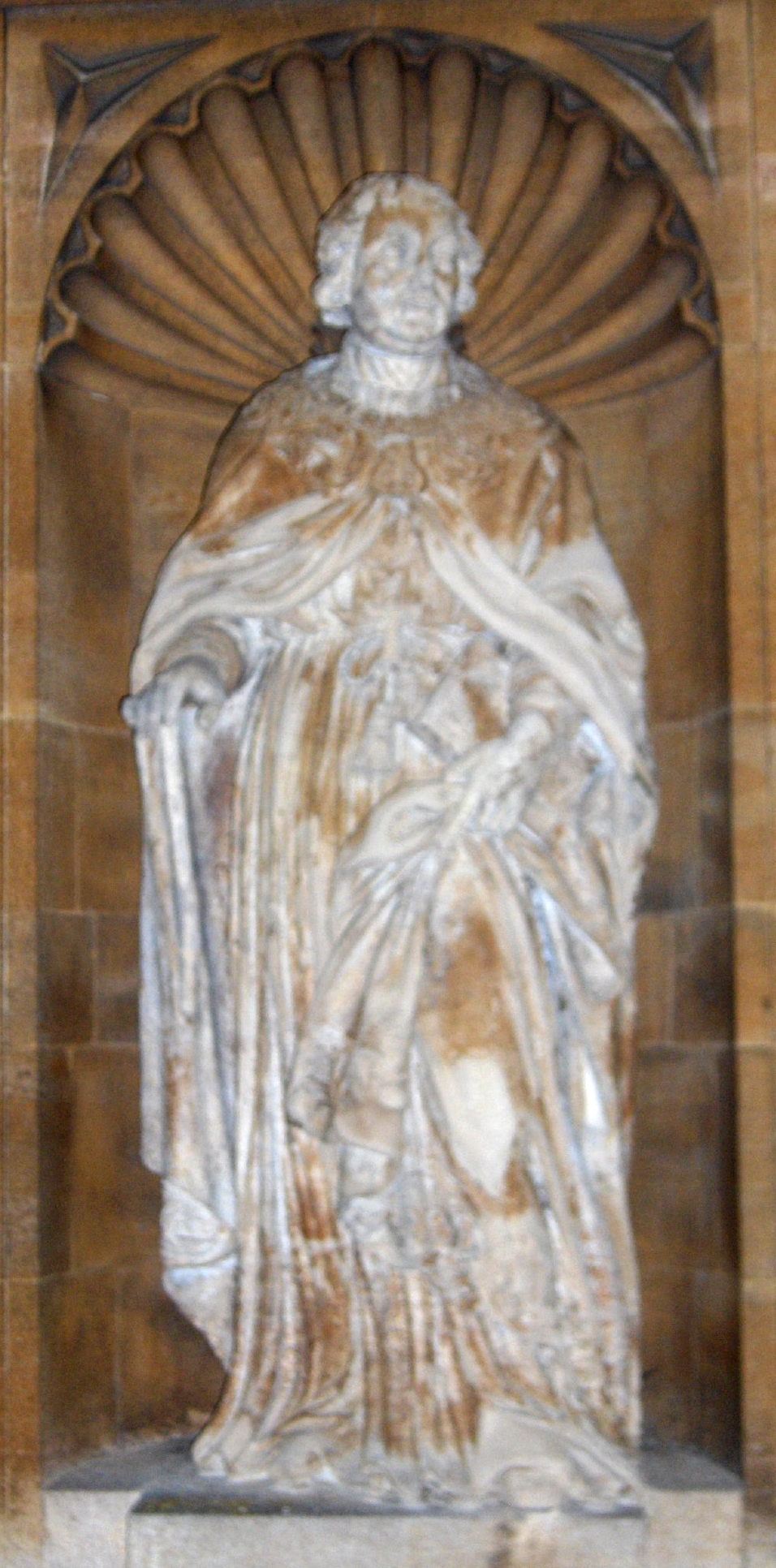
De stichter van The Queen's College, Robert de Eglesfield (c. 1295-1349)

The Queen's College is een van 39 colleges van de Universiteit van Oxford en werd gesticht in 1341 door Robert de Eglesfield (c. 1295-1349), kapelaan van koningin Filippa van Henegouwen, de vrouw van koning Eduard III van Engeland. Vandaar de naam van dit college.
De neoclassicistische gebouwen zijn ontworpen door sir Christopher Wren (1632-1723) en Nicholas Hawksmoor (1661-1736).
Bekende alumni zijn de acteur Rowan Atkinson (*1956), de filosoof Jeremy Bentham (1748-1832), de Australische oud-premier Tony Abbott (*1957), de Britse theoloog John Wycliffe (c. 1320-1384) en de grondlegger van het world wide web, Tim Berners-Lee (*1955).